# V.S. Naipaul
V. S. Naipaul (født 17. august 1932, død 11. august 2018) var en britisk forfatter af vestindisk slægt. Han var født i Trinidad og Tobago, men var bosat i Storbritannien siden 1950. 
Hans fulde navn var Vidiadhar Surajpasad Naipaul, men han er mest kendt under navnet V. S. Naipaul. Hans forfædre kom som kontraktarbejdere til Trinidad, den største ø i den nuværende østat Trinidad og Tobago. I de første barndomsår levede Naipaul hos sin mors familie. Først i en alder af seks år lærte han sin far Seepersad Naipaul (1906–1953) at kende, der levede i Port of Spain og arbejdede som journalist ved Trinidad Guardian. Senere lykkedes det faderen at købe et hus i Port of Spain og dermed igen at samle familien. Sin barndomshistorie bearbejdede Naipaul i romanen Et hus til mr. Biswas.
1950 tog Naipaul med et stipendium til England og studerede i Oxford. Efter studiet arbejdede fra midten af 1950erne først som freelance medarbejder ved BBC; kort tid senere begyndte han sin virksomheden som fuldtidsforfatter.
I 1989 blev han adlet af dronning Elisabeth. Han modtog nobelprisen i litteratur i 2001. I sine bøger fokuserede han bl.a. på religionens rolle, hvor især hans syn på islam vakte vrede i muslimske kredse. Nationalisme og kolonialisme var ligeledes emner, han behandlede meget i sine bøger. 

## Udvalgte værker
- Magiske frø, 2005
- Et hus til mr. Biswas, 2003
- Ankomstens gåde, 1990